# Zentrosom

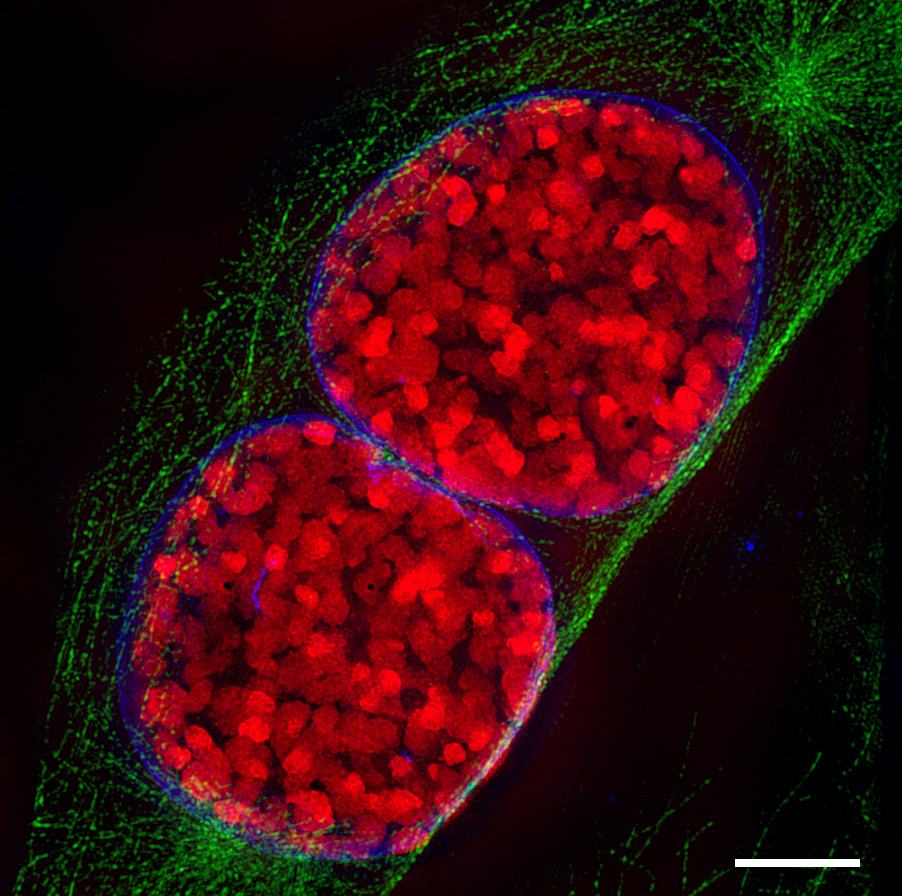
Lichtoptischer Schnitt durch zwei Mauszellkerne in der Prophase. Die Kernhülle (blau), Mikrotubuli (grün) und die kondensierten Chromosomen (rot) sind durch Immunfärbung eingefärbt. Oben rechts ist ein Centrosom zu erkennen. Der Maßstabsbalken entspricht 5 µm.

Das Zentrosom, auch Centrosom oder Zentralkörperchen genannt, ist ein etwa 1 µm großes Zellorganell, das in den meisten tierischen Zellen bei der Ausbildung der Mitosespindel die Funktion eines das Wachstum der Mikrotubuli organisierenden Zentrums (englisch: microtubule organizing center, MTOC) übernimmt, die sich hier verankern. Es wurde 1888 von Édouard van Beneden entdeckt und von Theodor Boveri 1888 benannt und als „spezielles Organ zur Zellteilung“ beschrieben.
Das Zentrosom ist eine auffällige Region im Zytosol, die sich meist mittig und in der Nähe des Zellkerns findet.
Es besteht aus einem Paar rechtwinklig zueinander angeordneter, zylinderförmiger Zentriolen, die in einer Proteinmatrix, der pericentriolaren Matrix, eingebettet sind. Die Duplikation des Zentrosoms (Zentrosomen-Zyklus) erfolgt in Abstimmung mit der Duplikation der Chromosomen (Chromosomen-Zyklus) während der DNA-Synthese-Phase (S-Phase). Der molekulare Mechanismus der Zentrosomenduplikation ist noch nicht bekannt, jedenfalls muss an jedem der beiden Mutterzentriolen ein Tochterzentriol auswachsen, was schließlich zu zwei vollständigen Zentrosomen führt (semikonservative Replikation).
Vor Beginn der Mitose trennen sich die beiden Zentrosomen und wandern zu entgegengesetzten Polen der Zelle. Jedes Zentrosom – jeweils ein Zentriolenpaar enthaltend – ist der Ausgangsort einer großen Zahl von Mikrotubuli, die den mitotischen Spindelapparat aufbauen. Nach erfolgter Kern- und Zellteilung erhält dann jede Tochterzelle je eines der beiden Zentrosomen.
Pflanzliche Zellen enthalten im Allgemeinen keine Zentrosomen. Bei höheren Pflanzen fehlen sie grundsätzlich.